# Корни група
Корни група је била рок група из Београда и једна је од најуспешнијих музичких група на простору бивше Југославије. Основали су је клавијатуриста Корнелије Ковач и бивши чланови београдског састава Елипсе, басиста Бојан Хрељац и бубњар Владимир Фурдуј Фурда.
Најпознатије песме Корни групе су Пастир и цвет, Иво Лола, Дивље јагоде, Етида, Трла баба лан, Ој додоле и Пут на исток. У пролеће 1974. године побеђују на Опатијском фестивалу и постају југословенски представници на такмичењу за Песму Евровизије у Брајтону, са песмом Моја генерација.
Група је постојала од 1968. до 1974. године, а њени певачи били су многи познати вокални солисти: Дадо Топић, Златко Пејаковић, Далибор Брун, Здравко Чолић и Душан Прелевић.

## Историја

### Оснивање групе
По напуштању сарајевских Индекса, клавијатуриста Корнелије Ковач се преселио у Београд где је септембра 1968. оформио Корни групу. Поред њега, групу су основали чланови београдског састава Елипсе: басиста Бојан Хрељац и бубњар Владимир Фурдуј Фурда. Четврти члан групе постаје соло гитариста Златних дечака Велибор Борко Кацл. У првој постави, члан групе је била и певачица Мирослава Сека Којадиновић.

### 1968—1969.
Први наступ Корни група је имала у београдском Дому синдиката на избору за спортисте године. Следећи наступ имали су на приредби Радио Београда Студио VI вам пружа шансу. Међутим, певачица групе Сека Којадиновић је одбила да пева јер јој се није допао избор песама. Песме је отпевао клавијатуриста Корнелије Ковач.
После тог наступа, Сека Којадиновић више није била члан групе. Наставила је самосталну каријеру и објавила неколико синглова, а касније се посветила адвокатури. Уместо ње, Ковач је ангажовао тада перспективног београдског соул певача Душана Прелевића (1948—2007). У то време Корнелије је желео да оствари своју визију прогресивне музике, али то није наишло на пријем критике која је очекивала комерцијалне песме.
Са једноставном песмом Цигу-лигу група наступа у Загребу на избору за југословенског представника за Евровизију. Међутим, Прелевић је одмах направио скандал; на наступ је дошао у последњем тренутку и припит, што је довело до препирке с Ковачем која се завршила одлуком да напусти групу.
Уместо Душана Прелевића, нови певач постаје Ријечанин Далибор Брун. Пре Корни групе Брун је певао у Ураганима и са њима снимио један сингл (песме Deborah и Ради моје љубави).
Са Далибором Бруном група снима неколико синглова, који уједно представљају и њихове прве хитове: Магична рука, Соната, Ако једном будеш сама и Зум рам. Снимили су и етно оријентисану песму Пастир и цвет, у којој Корнелије употребљава шаргију, тарабук и фрулу. Са њом су наступили у Холандији на фестивалу Singing Europe, где су добили награду као најоригиналнија група.
Већ са Бруном група је кренула да води двоструку каријеру: са једне стране свирали су прогресивну музику, а са друге стране и комерцијалне поп рок песме које су одударале од прогресивног става. Због свега тога често су били критиковани, иако су уз Индексе први на југословенској рок сцени кренули да свирају ауторску музику и изашли из оквира рокенрола. Међутим, Брун је средином 1969. године напустио групу.

### 1969—1971.
Уз посредништво Локице Стефановић, септембра 1969. нови певач групе постаје Дадо Топић из групе Динамити из Осијека, с којим су се појавили на Опатијском фестивалу где изводе композицију "Девојчице мала". Композиција је објављена на синглу заједно са песмом Прича се загребачког квартета 4М.
Свој први самостални концерт који је носио назив Уз малу помоћ наших френдова група је одржала 6. новембра 1969. године у Дому омладине. Убрзо након тога, Кацл је напустио групу и повукао се из музике, погинувши у саобраћајној несрећи у мају 1984. године. Као замену Топић је у групу довео новог члана, гитаристу Јосипа Бочека, са којим је претходно био члан Динамита.
Са Бочеком и Топићем група је развила своју идеју прогресивне музике што резултује прилично авангардним и необично дугим композицијама (Једна жена и Прво светло у кући бр. 4).
Група 1969. године снима песму Прво светло у кући бр. 4, која представља један од првих уплива психоделичне музике и фантастике у рок жанр на овим просторима. Песма је објављена тек 1996. године на компилацији Прво светло необичног живота, јер је Ковач сматрао да није за издавање, уз образложење да је снимак технички лош.
На Загребачком фестивалу 1970. године Корни група осваја прво место са композицијом Једна жена. Те године раде и музику за филм Мише Радивојевића Бубе у глави. Издали су и сингл Трла баба лан, који их је увео на комерцијално тржиште.
Године 1971, група снима музичку поему 1941. на стихове Бранка Ћопића, са Јосипом Лисац као гостујућим вокалом. Поема је снимљена за потребе ТВ емисије Један човек једна песма Јована Ристића, а објављена је на 1979. године на албуму 1941. Након тога, састав је провео месец дана у Паризу, свирајући на модној ревији која је представила линију одеће Проклета јерина модног дизајнера Александра Јоксимовића.
Међутим, вођен властитим амбицијама, Дадо Топић напушта групу и одлази у Загреб, где оснива један од најзначајнијих југословенских рок бендова — Тајм, такође прогресивни састав који је убрзо стекао популарност.

### 1971—1972.
Уместо Дада Топића, нови певач групе у септембру постаје до тада непознат солиста сарајевских Амбасадора Здравко Чолић.
Са њим објављују сингл са песмама Госпа Мица газдарица, Кукавица и Погледај у небо, а у режији Јована Ристића снимају и телевизијски специјал који садржи песме из њиховог комерцијалног репертоара. Међутим, Чолић је отпуштен из бенда после само шест месеци, јер се његов сензибилитет није уклопио у стил групе. Упркос томе, Корнелије ће касније постати најближи сарадник у његовој успешној соло каријери.
Почетком 1972. године, нови певач групе постаје Златко Пејаковић из Осијека, који је пре тога био члан групе Златни акорди. Са Пејаковићем група реализује свој дебитантски албум који представља четврти југословенски као и први српски рок албум.
Определивши се за сложене музичке теме (Пут на Исток, Безглаве Ја-Ха хорде...), Корни група нуди дискографском тржишту једну од првих озбиљнијих LP плоча. Након објављивања албума, група учествује на Загребачком музичком фестивалу, где осваја друго место извођењем песме Косовка девојка коју је отпевао Ковач. Исте године група наступа на чувеном Montreux Jazz festivalu у Швајцарској, где су са њима као појачање свирали саксофониста Мића Марковић и трубач и виолиниста Петар Угрин, члан састава Млади леви.

### 1973—1974.
Крајем 1973. године под именом Kornelyans и са текстовима отпеваним на енглеском, Корни група снима симфо-рок албум Not An Ordinary Life. Међутим, албум је објављен без адекватне рекламе и продат је у десетак хиљада примерака.
У пролеће 1974. године побеђују на Опатијском фестивалу и постају југословенски представници на такмичењу за Песму Евровизије у Брајтону. Тада је на Евровизији победила група ABBA са песмом „Ватерло”. Међутим, пласман на Евровизији је био лош; група је освојила 12. место.
У међувремену, сингл са песмама на енглеском Моја генерација и Једна жена се појавио на италијанском тржишту.
Разочаран слабим пријемом албума Not An Ordinary Life, Ковач одлучује да група престане са радом. У новосадском Студију М група је 24. новембра одржала два опроштајна концерта. Део тог материјала се појавио на првом дуплом југословенском албуму Мртво море.
Званичан датум престанка рада састава јесте 1. децембар 1974. године.
Пратећа група
Током рада Корни група је свирала као пратећа група у студију свирала музику за снимање плоча већег броја певача између осталих:
- Бисера Велетанлић / Тужно поподне, Не тражи, Ти ниси сам
- Оливера Катарина / Ватра, Љубав, Трепери једно вече, Хтела бих да знам, Алба, Пада ноћ
- Здравко Чолић / Погледај у небо, Свитање, Заборави сва прољећа
- Душан Прелевић / Не тражи љубав
- Ђорђи Перузовић / Цвијет у трави
- Боба Стефановић / Хиљаду гитара
- Нада Кнежевић / Дивна ноћ
- Зоран Лековић / Црвене руже
- Бети и Боб / Љубав зна

### После распада групе
По распаду Корни групе, Корнелије Ковач је започео веома успешну соло каријеру као композитор, продуцент и музичар на инструментима са клавијатурама.
Певач Златко Пејаковић се посветио забавној музици а после деведесетих година и традиционалној народној музици Славоније и Далмације.
Гитариста Јосип Бочек постао је студијски музичар. Учествовао је на албуму "Конгрес рок мајстора" са најбољим гитаристима седамдесетих година. На дуплом албуму Конгрес рок мајстора (Југотон, 1975) је добио једну страну. на њој се налази и одлична инструментална композиција Динамит. Касније је сарађивао са Ђорђем Балашевићем, чије је албуме продуцирао.
Бас гитариста Бојан Хрељац је као студијски музичар снимио преко четири хиљаде песама, а радио је као продуцент и музички уредник на РТС-у.
Владимир Фурдуј Фурда као студијски музичар такође је снимао бројне плоче, а наставио је и самосталну каријеру. За загребачки Југотон 1985. године објављује соло албум Фурда, на којем се представио инструменталима оријентисаним ка џез фузији, у чему су му помогли водећи београдски музичари попут Миће Марковића, Ненада Стефановића Јапанца као и чланова Генерације 5 Драгана Јовановића и Драгољуба Илића.

### Поновна окупљања
Група се накратко поново окупила са Дадом Топићем у мају 1987. године, за потребе концерта у загребачком Дому спортова, који је објављен на албуму Легенде YU Rocka и на коме су поред њих наступали и Индекси, Тајм, ЈУ Група, Драго Млинарец и Р. М. Точак бенд. На концерту су свирали песму Једна жена. У јуну исте године, исти концерт је одржан и у београдском Сава центру.
Године 2018. најављен је опроштајни концерт групе који ће се одржати у Сава центру. Првобитно најављен за крај новембра, концерт је одложен због бројних припрема и захтевних проба. У међувремену, следећег месеца је преминуо бас-гитариста Бојан Хрељац, чије је учешће најављено у својству специјалног госта али само у једној песми због тешког здравственог стања.
Концерт је одржан крајем јануара 2019. године, а на њему су учествовали Ковач и Бочек уз подршку гостујућих музичара: бубњара Ратка Љубичића, бас-гитаристе Пеђе Милановића и клавијатуристе Александра Милетића. Иако првобитно најављен као главни вокал, због здравствених проблема Дадо Топић је учествовао тек у неколико песама, док су остатак репертоара као гости отпевали Горан Шепа Гале, Дејан Цукић, Зоран Шандоров и Душан Свилар.

## Чланови Корни групе
- Корнелије Ковач — клавијатуре (1968—1974)
- Бојан Хрељац — бас-гитара (1968—1974)
- Владимир Фурдуј — бубњеви (1968—1974)
- Велибор Борко Кацл — соло-гитара (1968—1969)
- Јосип Бочек — соло-гитара (1969—1974)
- Сека Којадиновић — вокал (1968)
- Душан Прелевић Преле — вокал (1968)
- Далибор Брун — вокал (1968—1969)
- Дадо Топић — вокал (1969—1971)
- Здравко Чолић — вокал (1971)
- Златко Пејаковић — вокал (1971—1974)

## Дискографија
| - Корни група (1972. ПГП РТБ) - NOT AN ORDINARY LIFE (1974. Ricordi, Italy) - 1941 (1979. ПГП РТБ) - Цигу-лигу/Човек и пас (Душан Прелевић) - Дзум рам/Соната/Магична рука (Далибор Брун) - Пастир и цвет/Ако једном будеш сама (Далибор Брун) - Трла баба лан/Слика (Дадо Топић) - Бубе/Неко спава поред мене (Дадо Топић) - Пусти да те дирам/један грош (Дадо Топић) - Кукавица/Госпа Мица газдарица/Погледај у небо (Здравко Чолић) - Ој додоле/Живот (Златко Пејаковић) - Поклони свој ми фото/Без везе - Три палме/Три човека у кафани - Куда идеш свете мој/Дивље јагоде - Иво Лола/Знам за киме звоно звони (Дитка Хаберл) (1973) - Етида/Једна жена - Моја генерација/Збогом остај о детињство - Мирис/Праштање (З. Пејаковић) Компилације - Мртво море (дупли албум 1975. ПГП РТБ) - Прво светло необичног живота (1996. Комуна) - Колекција синглова (2001. ПГП РТС) - Не тако обичан живот (и после тридесет година) (2005. ПГП РТС) - The Ultimate Collection (2009. Croatia Records) | - Рандеву са музиком (Југотон, 1977) - Легенде YU rocka, дупли концертни албум (Југотон, 1987) Београдско пролеће: - Зум — рам, БГ пролеће '69, прва награда стручног жирија - Пусти да те дирам, БГ пролеће '71 Загреб: - Једна жена, (Вече рок музике), Загреб '70, прва награда жирија и публике - Косовка девојка (Вече рок музике), друга награда публике, Загреб '71 - Ручак за двоје, Загреб '72 Опатија: - Девојчице мала, Опатија '69 - Етида, Опатија '73, треће место - Моја генерација, Опатија '74, победничка песма / Песма Евровизије '74, 12. место Сплит: - Липа мала, Сплит '70 Ваш шлагер сезоне, Сарајево: - Куда идеш свете мој, ВШС '74, пето мето, награда жирија савеза композитора Југославије, Златни микрофон за најбољу интерпретацију Југословенски избор за Евросонг: - Цигу, цигу лигу, Загреб '69, треће место Фестивал Singing Evropa, Холандија: - Пастир и цвет, треће место и награда за најоригиналнију групу, '69 Скопље: - Мојот бол е само мој, '71 |